# Karl Sahlgren
Karl Rafael Sahlgren (till 1960 Salmio), född 13 augusti 1937 i Mariehamn, är en finländsk journalist, författare och förläggare.
Sahlgren avlade folkskollärarexamen 1960. Han var anställd som reporter vid flera finlandssvenska tidningar, innan han knöts till Finlands svenska television, där han var anställd i två omgångar: 1965–1980 och 1983–1992. Där gjorde han många uppmärksammade dokumentärprogram, där tonvikten lades på människonära intervjuer. Tillsammans med hustrun Brita Högnäs-Sahlgren grundade han 1982 Sahlgrens förlag.
Sahlgren har även utgivit de självbiografiskt inspirerade romanerna Finntuppen (1984) och Styvfadern (1992), som tecknar en socialt stigmatiserad pojkes uppväxt på Åland.